# Amadyniec
Amadyniec, potocznie amadyna wspaniała (Chloebia gouldiae) – gatunek ptaka z rodziny astryldowatych (Estrildidae). Występuje w północnej Australii. Ze względu na swój wygląd jest chętnie hodowany w klatkach. Wskutek importu tego ptaka z naturalnego środowiska jego liczebność malała, jednak obecnie w Australii handel tymi ptakami jest zakazany. IUCN uznaje amadyńca za gatunek najmniejszej troski.

## Taksonomia
Po raz pierwszy gatunek opisał John Gould w 1844. Holotyp pochodził z okolic Victoria River na Terytorium Północnym. Autor nadał nowemu gatunkowi nazwę Amadina Gouldiae. Od 2020 Międzynarodowy Komitet Ornitologiczny (IOC) umieszcza amadyńca w monotypowym rodzaju Chloebia, wcześniej zaliczał go do rodzaju Erythrura. IOC nie wyróżnia podgatunków, podobnie jak i autorzy HBW.

### Genetyka
Kariotyp amadyńca opisano po raz pierwszy w 1986; 2n=78.
U amadyńców występują trzy odmiany barwne: czarnogłowa, czerwonogłowa i złotogłowa. Najczęściej występującą jest czarnogłowa, w której występuje około 70–75% populacji (w jednym ze źródeł z lat 40. XX wieku, opartym na dowodach anegdotycznych, podano też wartość 82%). Forma złotogłowa jest najrzadsza, zależnie od źródła to jeden na kilka tysięcy osobników lub mniej niż 0,1% populacji. Proporcje w częstotliwości występowania formy czarnogłowej i czerwonogłowej są inne u samców i samic. Loci odpowiedzialne za opartą na melaninie czerń lub opartą na karotenoidach czerwień znajdują się na chromosomie Z. Gen kodujący czerwoną barwę jest dominujący względem tego kodującego czarną barwę na głowie. Stąd samce czarnogłowe są zawsze homozygotami recesywnymi (ZrZr), lecz czerwonogłowe mogą być homozygotą dominującą (ZRZR) lub heterozygotą (ZRZr). Samice są płcią heterogametyczną, więc możliwe układy to Zr (czerwonogłowe) i ZR (czarnogłowe). Amadyńce odmiany złotogłowej mają ten sam allel na locus odpowiedzialnym za barwę czerwoną. Złoty kolor powstaje wskutek epistazy – gen warunkujący złote ubarwienie głowy znajduje się na jednym z chromosomów autosomalnych. Według stanu wiedzy z połowy 2019 roku nie jest jednak znane jego dokładne położenie.

## Morfologia
Długość ciała wynosi od 12,5 do 15 cm (w tym blisko 4 cm przypada na ogon), masa ciała – 10,5–16 g.
Samiec jest ubarwiony intensywniej od samicy i ma dłuższy ogon. Kark i wierzch ciała są zielone, kark jaśniejszy. Czoło oraz pióra dookoła dzioba są w zależności od mutacji np. czarne, czerwone, pomarańczowe, lub w innych kolorach, a za piórami na czole jest (też zależnie od odmiany) turkusowy pasek. Pierś jest od fioletowej po granatową, czasami też biała, a brzuch jest od żółtego do pomarańczowego. Pokrywy nadogonowe i podogonowe są turkusowe, a sam ogon jest czarny. Nogi są jasnopomarańczowe do różowych. Zakończenie dzioba jest czerwone.

## Zasięg występowania
Amadyńce występują w północnej części Australii na północ od równoleżnika 20°S. Ich zasięg obejmuje północną Australię Zachodnią, północne Terytorium Północne i północny Queensland (głównie na początku półwyspu Jork). W Queenslandzie stale spotykane są tylko w jednym miejscu, częstsze są w Australii Zachodniej i na Terytorium Północnym. Zasięg występowania amadyńca pokrywa około 788 tys. km².

## Ekologia i zachowanie
Środowiskiem życia amadyńców są świetliste lasy z trawiastym podszytem i zadrzewienia w mozaikowych – łączących tereny spalone i nietknięte pożarami – półpustynnych środowiskach. Obecność niespalonych drzew jest niezbędna ze względu na gniazdowanie niemal wyłącznie w dziuplach. Charakterystyczne dla środowiska życia tych ptaków są skaliste wzgórza z eukaliptusami dwóch gatunków: Eucalyptus brevifolia i E. tintinnans oraz dostępne w odległości 2–4 km źródła wody niewysychające w porze suchej. Poza sezonem lęgowym amadyńce przebywają w nieco bardziej różnorodnych środowiskach.
Pożywieniem amadyńców są nasiona, zarówno dojrzałe, jak i na wpół dojrzałe. W porze suchej są to głównie nasiona sorga (Sorghum), poza porą suchą – bardziej różnorodne. Niekiedy zjadają również bezkręgowce. Amadyńce przebywają pojedynczo, w parach i grupach liczących od kilku (również z jednej rodziny) do kilkuset osobników. Szczególnie licznie zbierają się przy wodopojach, choć nie zawsze odwiedzają je w tak dużych stadach. Regularnie dołączają do innych niewielkich wróblowych, zwłaszcza amadynek długosternych (Poephila acuticauda). Pierzenie u amadyńców odbywa się wyjątkowo na tle innych astryldów. Rozpoczyna się gwałtownie tuż po zakończeniu sezonu lęgowego, ale jeszcze przed rozpoczęciem pory deszczowej i tym samym okresu dostępności świeżych ziaren traw.

### Lęgi

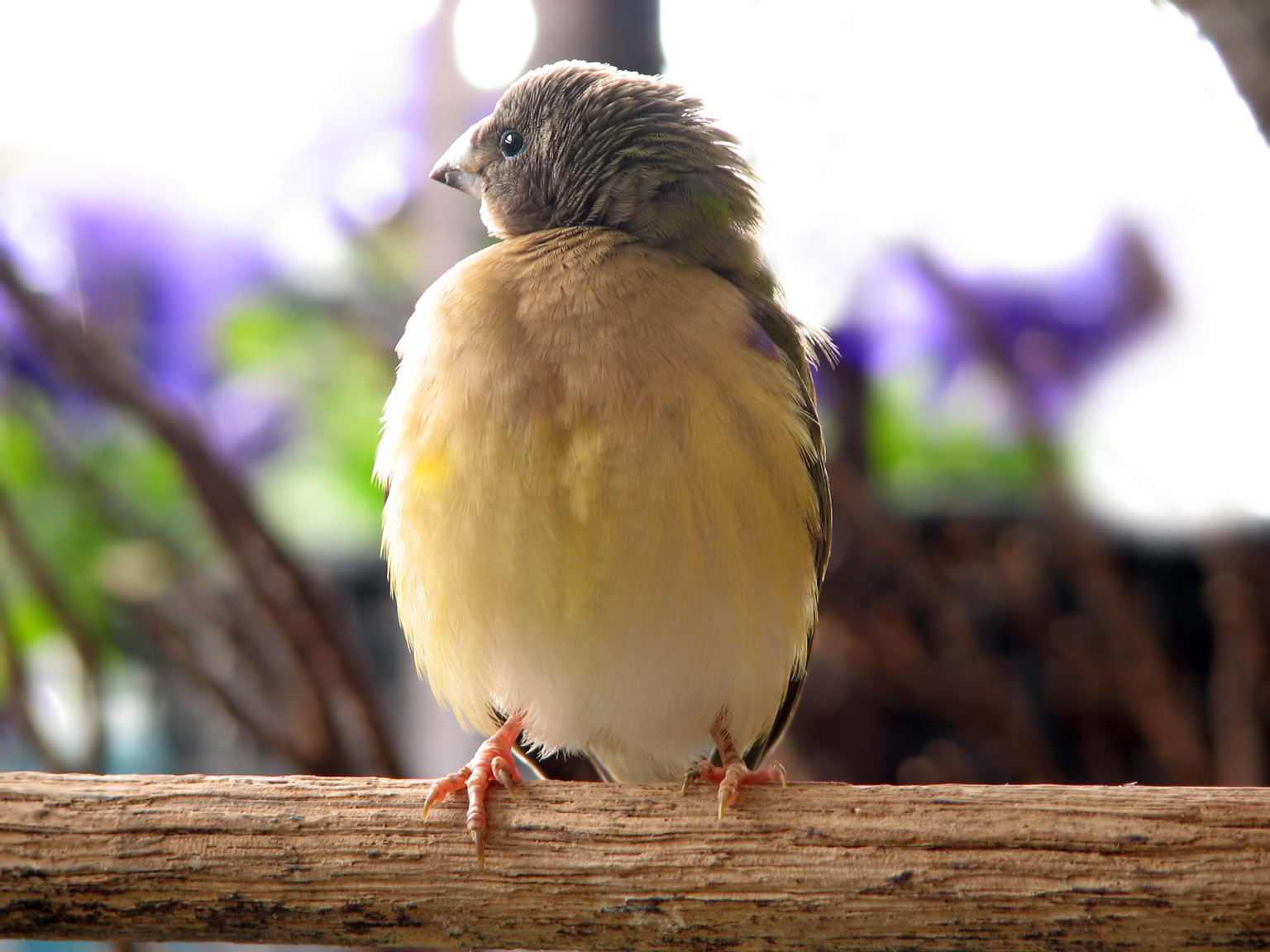
Młody osobnik dwa miesiące po wykluciu

Lęgi amadyńców stwierdzano we wszystkich miesiącach poza październikiem. W Australii Zachodniej okres lęgowy trwa od maja do czerwca, na Terytorium Północnym – od grudnia do kwietnia (koniec pory deszczowej). Gniazdują niemal wyłącznie w dziuplach. Zniesienie liczy od 3 do 8 jaj, przeciętnie około 5. Wysiadywanie trwa około 14 dni. Młode opuszczają gniazdo po blisko 21 dniach życia, jednak w razie niepokojenia ten okres może ulec skróceniu nawet do 14 dni. Prawdopodobnie na wolności długość życia amadyńców jest krótka. Wskazuje na to bardzo duża liczba młodocianych osobników względem osobników dorosłych pod koniec roku oraz badania z wykorzystaniem obrączkowania, w których systematycznie notowany jest bardzo niski odsetek ponownie złapanych ptaków.

## Status
IUCN uznaje amadyńca za gatunek najmniejszej troski (LC, Least Concern) od 2022 roku; wcześniej, od 2012 był uznawany za gatunek bliski zagrożenia wyginięciem (NT, Near Threatened), natomiast w latach 1988–2008 był klasyfikowany jako gatunek zagrożony wyginięciem (EN, Endangered). Szacowana liczebność populacji mieści się w przedziale 5000 – 50 000 dorosłych osobników, a jej trend oceniany jest jako stabilny. Główne zagrożenia dla tych ptaków to wypas bydła i zmienione przez człowieka pory pożarów. Bydło wraz z innymi zwierzętami hodowlanymi wpływa na skład gatunkowy traw oraz ich rozwój. Najpoważniejszym skutkiem jest prawdopodobnie redukcja dostępnych traw wydających nasiona na samym początku pory deszczowej. Do tego bydło i inne zwierzęta zadeptują okolice wodopojów, przy których zbierają się amadyńce.